# Sorcy-Saint-Martin
Sorcy-Saint-Martin és un municipi francès situat al departament del Mosa i a la regió del Gran Est. L'any 2007 tenia 993 habitants.

## Demografia

### Població
El 2007 la població de fet de Sorcy-Saint-Martin era de 993 persones. Hi havia 383 famílies, de les quals 96 eren unipersonals (36 homes vivint sols i 60 dones vivint soles), 108 parelles sense fills, 151 parelles amb fills i 28 famílies monoparentals amb fills.
La població ha evolucionat segons el següent gràfic:
Habitants censats

### Habitatges
El 2007 hi havia 412 habitatges, 383 eren l'habitatge principal de la família, 8 eren segones residències i 20 estaven desocupats. 356 eren cases i 55 eren apartaments. Dels 383 habitatges principals, 267 estaven ocupats pels seus propietaris, 107 estaven llogats i ocupats pels llogaters i 10 estaven cedits a títol gratuït; 1 tenia una cambra, 20 en tenien dues, 62 en tenien tres, 107 en tenien quatre i 194 en tenien cinc o més. 293 habitatges disposaven pel capbaix d'una plaça de pàrquing. A 173 habitatges hi havia un automòbil i a 154 n'hi havia dos o més.

### Piràmide de població
La piràmide de població per edats i sexe el 2009 era:
| Homes | Edats   | Dones |
| ----- | ------- | ----- |
| 0     | 95 o +  | 0     |
| 0     | 90 a 94 | 8     |
| 0     | 85 a 89 | 4     |
| 4     | 80 a 84 | 8     |
| 12    | 75 a 79 | 12    |
| 20    | 70 a 74 | 16    |
| 8     | 65 a 69 | 36    |
| 12    | 60 a 64 | 24    |
| 48    | 55 a 59 | 16    |
| 32    | 50 a 54 | 40    |
| 24    | 45 a 49 | 32    |
| 28    | 40 a 44 | 32    |
| 40    | 35 a 39 | 44    |
| 28    | 30 a 34 | 36    |
| 36    | 25 a 29 | 24    |
| 20    | 20 a 24 | 24    |
| 36    | 15 a 19 | 48    |
| 56    | 10 a 14 | 48    |
| 32    | 5 a 9   | 36    |
| 24    | 0 a 4   | 32    |

## Economia
El 2007 la població en edat de treballar era de 662 persones, 457 eren actives i 205 eren inactives. De les 457 persones actives 404 estaven ocupades (250 homes i 154 dones) i 53 estaven aturades (18 homes i 35 dones). De les 205 persones inactives 52 estaven jubilades, 62 estaven estudiant i 91 estaven classificades com a «altres inactius».

### Ingressos
El 2009 a Sorcy-Saint-Martin hi havia 395 unitats fiscals que integraven 977 persones, la mediana anual d'ingressos fiscals per persona era de 16.674 €.

### Activitats econòmiques
Dels 24 establiments que hi havia el 2007, 2 eren d'empreses alimentàries, 2 d'empreses de fabricació d'altres productes industrials, 5 d'empreses de construcció, 5 d'empreses de comerç i reparació d'automòbils, 4 d'empreses de transport, 2 d'empreses d'hostatgeria i restauració, 1 d'una empresa immobiliària, 1 d'una empresa de serveis, 1 d'una entitat de l'administració pública i 1 d'una empresa classificada com a «altres activitats de serveis».
Dels 9 establiments de servei als particulars que hi havia el 2009, 1 era una oficina de correu, 2 tallers de reparació d'automòbils i de material agrícola, 2 paletes, 1 guixaire pintor, 1 fusteria, 1 perruqueria i 1 restaurant.
Dels 2 establiments comercials que hi havia el 2009, 1 era una botiga de menys de 120 m² i 1 una llibreria.
L'any 2000 a Sorcy-Saint-Martin hi havia 6 explotacions agrícoles.

## Equipaments sanitaris i escolars
El 2009 hi havia 1 escola maternal i 1 escola elemental.

## Poblacions més properes
El següent diagrama mostra les poblacions més properes.